# Vidosav Stevanović

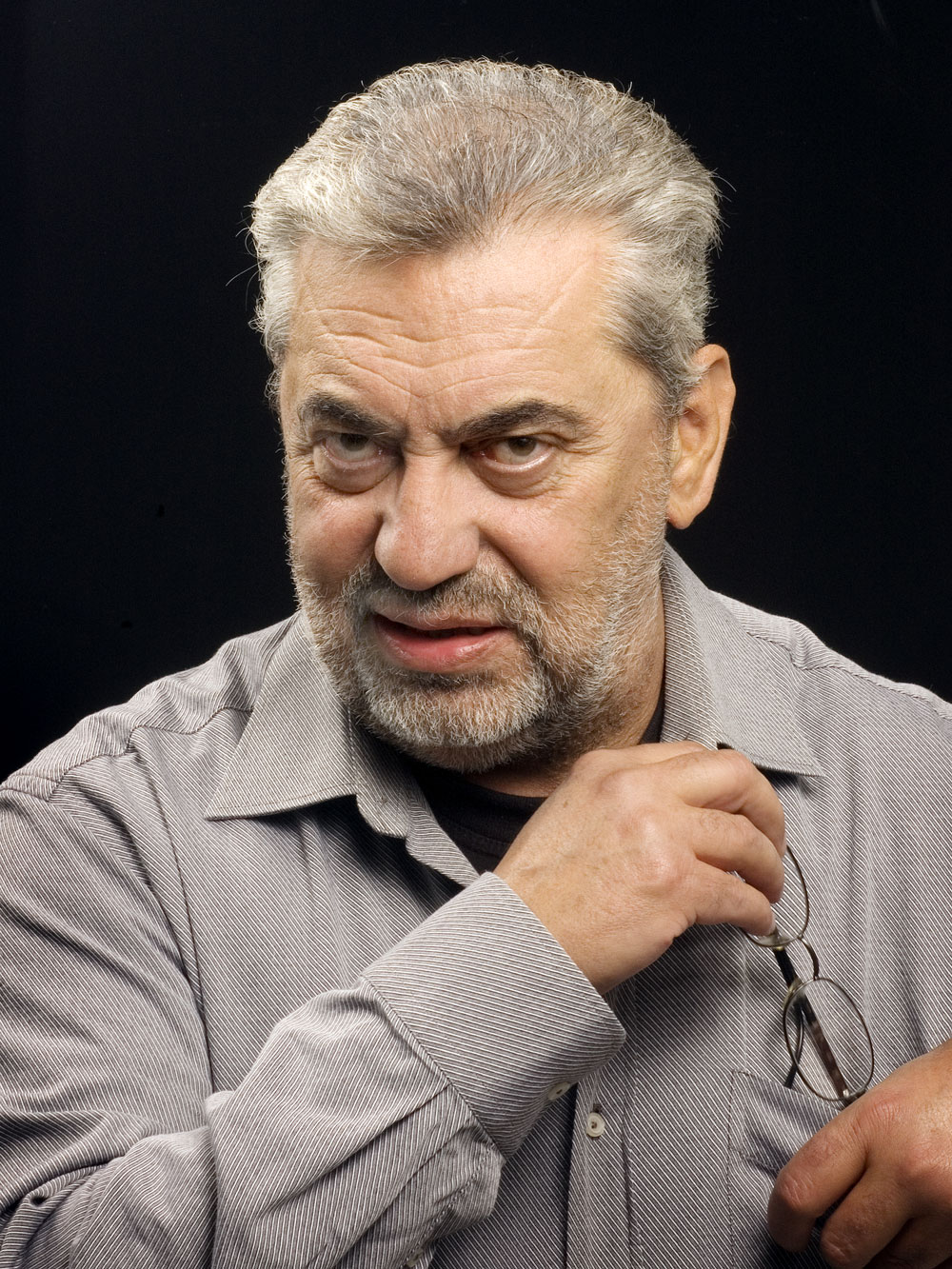
Vidosav Stevanović, 2010

Vidosav Stevanović (* 28. Juni 1942 in Svetojevac) ist ein serbischer Schriftsteller.

## Leben
Stevanović besuchte die Schule in Kragujevac und studierte in Belgrad zunächst Zahnmedizin und nach einer Erkrankung Literatur. Die Veröffentlichung seines ersten Erzählbandes Refuz mrtvak 1969 führte dazu, dass er von staatlicher Seite als Vertreter der sogenannten „schwarzen Welle“, die als antisozialistisch galt, eingestuft und mit einem Prozess überzogen wurde, der sechs Jahre dauerte und zu keinem Urteil führte.
In den späten 1970er Jahren wurde er Herausgeber beim Verlag Prosveta, 1982 Leiter des Verlages BIGZ. 1988 verließ er den Verlag und zog sich aus Protest gegen die Politik Slobodan Miloševićs aus dem öffentlichen Leben zurück. 1991 ging er das erste Mal ins Exil, kehrte aber nach dem Abschluss des Dayton-Abkommens 1995 nach Serbien zurück. Bei Ausbruch des Kosovokrieges ging er erneut ins Exil, zunächst nach Griechenland, später nach Frankreich, wo er politisches Asyl beantragte und die französische Staatsbürgerschaft erhielt. 2004 kehrte er nach Serbien zurück und lebte zunächst in Sarajevo, 2007 kehrte er in sein Haus in der Nähe von Kragujevac zurück.
Das umfangreiche Werk Stevanovićs umfasst neben etwa fünfzehn Romanen mehrere Bühnenwerke, eine Biografie Miloševićs, einige Drehbücher, Hörspiele, Essays, Kritiken und Zeitungsartikel. Seine Werke wurden in mehr als zwanzig Sprachen übersetzt. In deutscher Sprache erschien u. a. 2000 der Roman Mit offenen Augen (ISBN 978-3-7017-1199-4). Bereits bevor er Serbien Anfang der 1990er Jahre verließ, hatte Stevanović mehrere Preise bekommen, darunter den Ivo-Andric-Preis für Kurzgeschichten und den Nin-Preis. In Frankreich wurde er für sein Lebenswerk als Chevalier des Arts et Lettres ausgezeichnet. Johanna von der U-Bahn wurde in Deutschland im März 1995 Hörspiel des Monats. Nach fast zwanzig Jahre dauernder Zensur veröffentlichte der Verlag Koraci 2007–08 seine gesammelten Werke in fünfzehn Bänden.

## Werke
Quelle: siehe hier
- Trublje, Gedichte, 1967
- Refuz mrtvak, Erzählungen, 1969
- Nišči, Roman, 1971
- Konstantin Gorča, Roman, 1975
- Periferijski zmajevi, Erzählungen, 1978
- Moj Lazare, Monodram, 1981
- Noćas je noć, Drama, 1983
- Poslednji gost, Drama, 1983
- Carski rez, Erzählungen, 1984
- Kofer naše majke, Drama, 1984
- Lazar, Drehbuch, 1984
- Sabrana dela u pet knjiga, Prosa, 1984
- Daleko tamo, Monodram, 1985
- Testament, Roman, 1986
- Vuk Stefanovic Karadžić, Monodram, 1987
- Ljubavni krug, Roman, 1988
- Daleko tamo, drei Monodramen, 1988
- Sabrana dela u pet knjiga, Prosa, 1989
- Sneg u Atini, Roman, 1992
- Ostrvo Balkan, Roman, 1993
- Hristos i psi, Roman, 1994
- Jovana od metroa, Monodram, 1993
- Etničko čišćenje, Drama, 1993
- Ostrvo Balkan (mit Lordan Zafranović), Drehbuch, 1994–1999
- Ista stvar, Roman, 1995
- Tri sestre, Drama, 1996–2001
- Zemljotres, Drama, 1996–2001
- Ecce homo, Tagebuch 1988–1989
- Beogradski zid, Tagebuch 1990–1991
- Metek, Tagebuch 1992–1993
- Permanentna proba, Drama, 1998–2002
- Abel i Liza, Roman, 1998
- Milosevic, jedan epitaf, politische Biografie, 2001
- Sibila, Roman, 2004
- Demoni, Roman, 2004
- Stranac koji s vama boravi, Roman
- Sasvim užasnut tim monstrumom noćnim, Roman
- Laku noć i hvala na pažnji, Drama
- Iskra, Roman, 2005
- Medeja povratnica, Drama
- Šta ptica kaže, Roman, 2008
- Sibila, Roman, Koraci Kragujevac, 2009
- Demoni, Roman, 2009
- O mestima tužnim i dubokoj noći, Roman, 2010
- Stradija i komentari, satira, u nastavcima, 2009–2011
- Šta ptica kaže, Roman, 2011
- Ako ikad umrem, Roman, 2014
- Splin Pariza (2000–2004), Tagebücher, 2015
- Stradija i komentari, 2015
- Boja prolaznosti stvari (2007–2012), Tagebücher, 2017

## Hörspiele in Deutschland
- 1995: Johanna von der U-Bahn – Regie: Barbara Plensat (Original-Hörspiel, Monolog – ORB)
  - Auszeichnungen: Hörspiel des Monats März 1995 und Deutscher CIVIS Radiopreis Hörspiel, Feature 1995
- 1999: Appartement 406 – Regie: Angeli Backhausen (Originalhörspiel – WDR)